# Lac La Belle
Lac La Belle é uma vila localizada no estado norte-americano de Wisconsin, no Condado de Waukesha.

## Demografia
Segundo o censo norte-americano de 2000, a sua população era de 329 habitantes.
Em 2006, foi estimada uma população de 431, um aumento de 102 (31.0%).

## Geografia
De acordo com o United States Census Bureau tem uma área de
1,8 km², dos quais 1,8 km² cobertos por terra e 0,0 km² cobertos por água.

## Localidades na vizinhança
O diagrama seguinte representa as localidades num raio de 8 km ao redor de Lac La Belle.